# Lorenzo Vignolo
Lorenzo Vignolo (Chiavari, 16 giugno 1973) è un regista italiano.
Lavora nel campo cinematografico e in quello dei videoclip musicali.

## Biografia

### Carriera artistica
Inizia la sua carriera con i cortometraggi Insert Coin (1995), Dove (1996) e Senza piombo (1997), fondando con l'attore e musicista Andrea Bruschi il movimento cinematografico genovese "Zerobudget".
In ambito cinematografico ha realizzato tre lungometraggi. Il primo è 500! (2001), road movie diretto a sei mani con Giovanni Robbiano e Matteo Zingirian, il secondo è la commedia Tutti all'attacco (2005), con Massimo Ceccherini e infine Workers - Pronti a tutto (2012) commedia ad episodi con Nicole Grimaudo e Dario Bandiera.
Ha diretto, oltre a varie campagne pubblicitarie, circa 150 videoclip musicali per diverse case discografiche a partire dal 1997, cominciando da quelli per Mao e lavorando, tra gli altri, con Mario Venuti, Articolo 31, Delta V, Litfiba, Gazosa, Tre Allegri Ragazzi Morti, Perturbazione, Baustelle, Annalisa Minetti, Cristina Donà, Subsonica, Irene Grandi, Meganoidi, Gregory Darling, Alexia, Bugo, Amor Fou, 24 Grana, Virginiana Miller, The Blow Monkeys, East 17, Max Pezzali, Max Gazzè e Arisa.
Nel 2021 è uscito il pilota di serie Up&Down con Paolo Pierobon, Marius Bizău e Maurizio Lombardi, prodotto da Rai Fiction, Tea Time Film e dal Premio Solinas mentre nel 2024 è regista della serie d'avventura Never Too Late, in anteprima ad Alice nella Città e realizzato per Raiplay ..

### Altre attività
È coordinatore presso l'Istituto Europeo di Design di Roma del triennale di video design e filmmaking .
Partecipa in qualità di docente di cinema nel programma televisivo di Rai2 Il Collegio .

## Filmografia

### Film per il cinema
- 500! (2001) co-regia con Giovanni Robbiano, Matteo Zingirian
- Tutti all'attacco (2005)
- Workers - Pronti a tutto (2012)

### Serie TV
- Up&Down (2021, pilota)
- Never Too Late (2024)

### Cortometraggi
- Insert Coin (1995)
- Dove (1996)
- Senza piombo (Unleaded) (1997)

### Videoclip (parziale)
- Romantico (1997), di Mao & La Rivoluzione
- Satelliti (1997), di Mao & La Rivoluzione
- Rosemary Plexiglas (1997), degli Scisma
- Senza te o con te / Junto a ti o sin ti (1998), di Annalisa Minetti
- Chinese Take-away (1998), Mao & La Rivoluzione
- Vai bello (1999), degli Articolo 31 feat. Extrema e Spaghetti Funk
- Il nome (2000), dei Mambassa
- Strani sintomi (2000), dei Plastico
- Due cuori (2000), dei Mau Mau
- Meganoidi (2001), dei Meganoidi
- Mama insegnami a ballar (2001) dei Tribà
- Un'estate fa (2001), dei Delta V
- Supereroi (2001), dei Meganoidi
- La stanza dell'oro (2001), dei Litfiba
- Un mondo diverso (2001), di Mao
- Bungee Jumping (2001), degli Estranea
- King of Ska? (2002), dei Meganoidi
- Ogni giorno di più (2002), dei Gazosa
- Hollywood come Roma (2002), dei Tre Allegri Ragazzi Morti
- Il cronista (2002), dei Mambassa
- The Swimming Season (2002), dei Giardini di Mirò
- Lucille (2002), di Valerie Alagare
- Sopravvivo senza motivo (2002), degli MGZ & Le Signore
- Fermoimmagine (2003), degli Hidea
- In-Tango / We Tango Alone (2003), di In-Grid
- Love Affair (2003), dei Baustelle
- Toda la noche (2003), dei Punkreas
- Triathlon (2003) [versione remix], di Cristina Donà feat. Samuel
- L'invenzione (2003), di Mario Venuti
- Invisibile (2003), di Cristina Donà
- Zeta Reticoli (2003), dei Meganoidi
- La stabilità (2003), dei Numero6
- These French Horns Playing While... (2003), dei Loma
- Luca (2003), di Luca Gemma
- Et pourquoi pas? (2003), di Ninfa
- Platino (2003), dei Tide
- Superman (2003), degli Holy Ghost
- Viola sensazione (2004), degli Hidea
- Prendila così (2004), dei Delta V
- Crudele (2004), di Mario Venuti
- Arriva lo ye-yé (2004), dei Baustelle
- Via da qui (2004), dei Delta V
- Invisible Girl (2004), di Cristina Donà
- I'm the Line (2004), dei Numero6
- L'antidoto (2004), dei Mambassa
- Toilets Are Sad Places to Live In (2004), degli Stella Kowalsky
- dDt (2004), di Sushi vs. Madaski
- Nessun posto (2004), dei So:Ho
- 2002 (2004), dei Moravagine
- American Dream (2005), dei Punkreas
- Abitudine (2005), dei Subsonica
- Non avrei mai (2005), dei Sikitikis
- La guerra è finita (2005), dei Baustelle
- L'importante è finire (2005), dei Sikitikis
- Still I (2005), di Viola
- 3/4 della palazzina tua (2005), di Dado
- Black Hole Sun (2005), dei N.A.M.B.
- Vado al mare (2006), dei La Cis'Co
- Adesso e mai (2006), dei Delta V
- Un romantico a Milano (2006), dei Baustelle
- Amore nucleare (2006), dei Sikitikis
- Automatici (2006), dei Numero6
- Le parole giuste (2006), dei Numero6
- Vertigini (2006), di Marco Notari
- Sotto pelle (2006), degli Africa Unite
- Dai pozzi (2006), dei Meganoidi
- Quello che non c'è (2006), degli Eggs
- Ritornerai (2006), dei Delta V
- Automi (2006), di Marco Notari
- Tutto è relativo (2006), dei Dottor Livingstone
- Buying Thinghs from Your Past (2006), dei Marti
- Le ombre (2006), di Lele Battista
- Sogni tra i capelli (2006), di Federico D'Annunzio
- Non ho tempo (2007), di Pier Cortese
- Verso casa (2007), dei Numero6
- Innamorarsi ancora (2007), degli Stadio
- Ad Abbey Road c'è il paradiso (2007), di Nicola Pecci
- Battiti per minuto (2007), dei Perturbazione
- September in the Rain (2007), dei Marti
- Angel of Mercy (2007), di Gregory Darling
- Un altro bicchiere (2007), di Arianna Pezzè
- Ogni notte (2007), dei Milagro
- La plage du nord (2007), dei Beaucoup Fish
- Sono come tu mi vuoi (2007), di Irene Grandi
- Goodbye / Se vuoi andare vai (2008), dei Vanilla Sky
- Eclettica (2008), de Le Vibrazioni
- A ferro e fuoco (2008), di Mario Venuti
- C'è crisi (2008), di Bugo
- Se un ragazzino appicca il fuoco (2008), degli Amor Fou
- Love Boat (2008), di Bugo
- Grande coraggio (2008), di Alexia
- Esati pura (2008), dei Primochef sul Cosmo
- Rimbombiamo (2008), dei No Conventional Sound
- Gira voce (2008), di Jacopo Bettinotti
- Gido (2008), di Jacopo Sarno
- Dentro me (2009), dei Diastema
- Campi di grano (2009), di Luca Tartaglia
- Vera e severa (2009), di Marta Falcone
- Distratto (2009), dei Beaucoup Fish
- Le rane (2010), dei Baustelle
- L'angelo necessario (2010), dei Virginiana Miller
- Il nido (2010), di Lele Battista
- Nostalgia del futuro (2010), dei Mambassa
- Steppin' Down (2010), dei The Blow Monkeys
- Sunny Lovers (2010), di Denise
- Ombre (2010), dei 24 Grana
- Penny Lane (2010), di Lucille Fleur
- Miracoli (2011), di Cristina Donà
- Cristiana (2011), dei Marta sui Tubi
- Under the Sun (2011), di Gus MacGregor
- Better Mistakes (2011), dei Marti
- La salita (2011), di Bugo
- I Can't Get You Off My Mind (Crazy) (2011), degli East 17
- Hanno ucciso l'Uomo Ragno (2012), di Max Pezzali feat. Dargen D'Amico
- Born to Be Alive, di Andrea Celeste (2012)
- Sotto casa (2013), di Max Gazzè
- Icastica (2013), di La Tarma
- Come mi guardi tu (2013), dei Tre Allegri Ragazzi Morti
- You Know I Do[9] (2013), di Nima Marie
- Pinebrain (2013), di Beatrice Antolini
- Temporali estivi (2013), di Boris Ramella
- L'uomo che non c'è (2013), di Angela Kinczly
- Volerò (2013), di Angela Kinczly
- Nick & Joni (2013), di Angela Kinczly
- Verde mistico (2013), di Angela Kinczly
- Orologi liquidi (2013), di Angela Kinczly
- Lucciole (2013), di Angela Kinczly
- Un giorno di settembre (2013), di Angela Kinczly
- Il vagabondo (2014), dei Milagro
- La cosa più importante (2014), di Arisa
- Viola (2014), dei Milagro
- Ventre della città (2014), di Mario Venuti
- I baci vietati (2014), dei Perturbazione feat. Luca Carboni
- Melancholia (2015), dei Mambassa
- Deseo (2015), di Patrizia Cirulli feat. Sergio Múñiz
- A memoria (2015), di Irene Grandi
- Today (2016), degli Ordinary Dreams
- Julia (2016), di Bea Sanjust
- Cabaret macabro (2016), di Laura Raimondi
- King of the Minibar (2017), dei Marti
- Caduto dalle stelle (2017), di Mario Venuti
- Revolution (2017), di Roy Paci & Aretuska
- Offer You a Secret (2017), dei Marti
- Ero solo (2017), di Cortex
- 140 km/h (2018), di Cortex
- Una relazione (2021), di Scorza